# The Longest Johns
The Longest Johns est un groupe musical folklorique a cappella de Bristol en Angleterre,. Il est composé d'Andy Yates, Dave Robinson, Jonathan Darley et Robbie Sattin. Ils sont connus pour interpréter de la musique folklorique et des chants de marin dans la tradition anglaise. Ils composent et enregistrent également leur propre musique. Ils sont devenus célèbres pour leur interprétation de la chanson folklorique des années 1800 « Wellerman », qui est devenue virale sur Tiktok au début de 2021,,.
En mars 2020, ils publient une chanson intitulée Flatten the Curve, encourageant les gens à rester à l'intérieur pendant la pandémie COVID-19.

## Enregistrements
Le groupe a autoproduit trois albums et plusieurs EP : EP Bones in the Ocean (2013), Written in Salt (2016), Between Wind and Water (2018) et Cures What Ails Ya (2020).
Between Wind and Water est sorti le 19 juin 2018 par le groupe via Bandcamp. L'album comprend 15 titres avec des chansons traditionnelles et des compositions originales.
Cures What Ails Ya est sorti en 2020 par le groupe et comprend un mélange de mélodies traditionnelles et de compositions propres à leur groupe. Dans une critique, Mike Davies déclare que le groupe a une « approche irrévérencieuse et ludique de la tradition ». Des airs tels que Got no Beard et Hoist up the thing sont de nature humoristique, tandis que la chanson Fire and Flame raconte l'histoire de l'explosion d'Halifax qui a dévasté le port et une partie de la capitale de la Nouvelle-Écosse au Canada en 1917.

## Vidéo TikTok virale
The Longest Johns connait une renommée soudaine après qu'une vidéo soit devenue virale sur TikTok. Le 27 décembre 2020, l'utilisateur écossais de TikTok Nathan Evans (nom d'utilisateur NathanEvanss) a mis en ligne une vidéo de lui-même chantant The Wellerman, qui devient rapidement virale. D'autres utilisateurs chantent leur propre version ou ajoutent leur propre contribution à la vidéo d'Evans. La vidéo originale a accumulé plus de 7,8 millions de vues (au 21 janvier 2021). La tendance suscite un énorme intérêt pour les chants de marin, avec des millions de personnes découvrant l'enregistrement de Wellerman de The Longest Johns, sorti à l'origine sur leur album de 2018 Between Wind and Water. La chanson a été diffusée sur Spotify plus de 23,3 millions de fois (au 24 février 2021).